# Sarcandra
Sarcandra, biljni rod iz porodice hlorantusovki. Sastoji se od oko 2 do 5 vrsta rasprostranjenih po Aziji, među kojima su 3 vrste fosilne.
Vrsta Sarcandra glabra je narodni lijek s dugom poviješću u Kini, koji se primjenjuje za liječenje upale grla, apscesa, čak i tumora i tako dalje. U međuvremenu se u nekim područjima koristi i kao čaj.

## Vrste
1. Sarcandra chloranthoides Gardner, tipična
2. Sarcandra glabra (Thunb.) Nakai
3. †Sarcandra parvus E.M.Friis, P.R.Crane, K.R.Pedersen & Serialis, 2017
4. †Sarcandra communis E.M.Friis, P.R.Crane, K.R.Pedersen & Serialis, 2019
5. †Sarcandra dolichostemon E.M.Friis, P.R.Crane & K.R.Pedersen, 2020